# Katherine Pleydell-Bouverie
Katherine Harriot Duncombe Pleydell-Bouverie (Berkshire, 7 de junio de 1895-Kilmington, enero de 1985) fue una pionera en la cerámica de estudio inglesa moderna, conocida por sus vidriados de ceniza de madera.

## Biografía
Pleydell-Bouverie nació en una familia aristocrática en la finca Coleshill cerca de Faringdon, situada entonces en el condado de Berkshire. Sus padres fueron María Eleanor y Duncombe Pleydell-Bouverie. Su abuelo paterno fue Jacob Pleydell-Bouverie, cuarto conde de Radnor. Pleydell-Bouverie era la menor de tres hijos que crecieron en una casa señorial del siglo XVII rodeada de porcelana china azul y blanca y de la disnastía Qing. Durante las vacaciones de su infancia jugando en una playa fangosa en Weston-super-Mare con sus hermanos fue cuando tomó contacto con la arcilla por primera vez.
Murió en Kilmington, Wiltshire, en enero de 1985 a la edad de 89 años.

## Carrera
Mientras vivía en Londres, en la década de 1920, su interés por la cerámica comenzó cuando visitó a Roger Fry en Omega Workshops y vio ejemplos de su trabajo, lo que la llevó a asistir a clases nocturnas en la Escuela Central de Artes y Oficios de Londres para estudiar cerámica con Dora Billington.
En 1924, Pleydell-Bouverie fue contratada por Bernard Leach en su alfarería en St. Ives . Permaneció en Leach Pottery durante un año y aprendió junto a Michael Cardew, Shoji Hamada y Tsuronosuke Matsubayashi (conocido como Matsu). Realizaba trabajos puntuales en el taller mientras asistía a las clases técnicas de Matsu, le dieron el apodo de "Beano".
En 1925, Pleydell-Bouverie puso en marcha su primera taller con un horno de leña en los terrenos de su finca familiar en Coleshill, donde estuvo acompañada durante ocho años por su colega ceramista Norah Braden. Utilizaban esmaltes de ceniza, preparados con madera y vegetales cultivados en la finca. En 1946, después de que la familia vendiera Coleshill House, se trasladó a su segunda alfarería, en una maltería anexa a la casa de campo de Kilmington, en Wiltshire, donde trabajó hasta su muerte en 1985. Aquí usó primero un horno de aceite y luego uno eléctrico.
Después de la Segunda Guerra Mundial, Pleydell-Bouverie vendía sus obras de cerámica a bajo precio, posiblemente porque disponía de medios económicos.

## Estilo, técnica y difusión

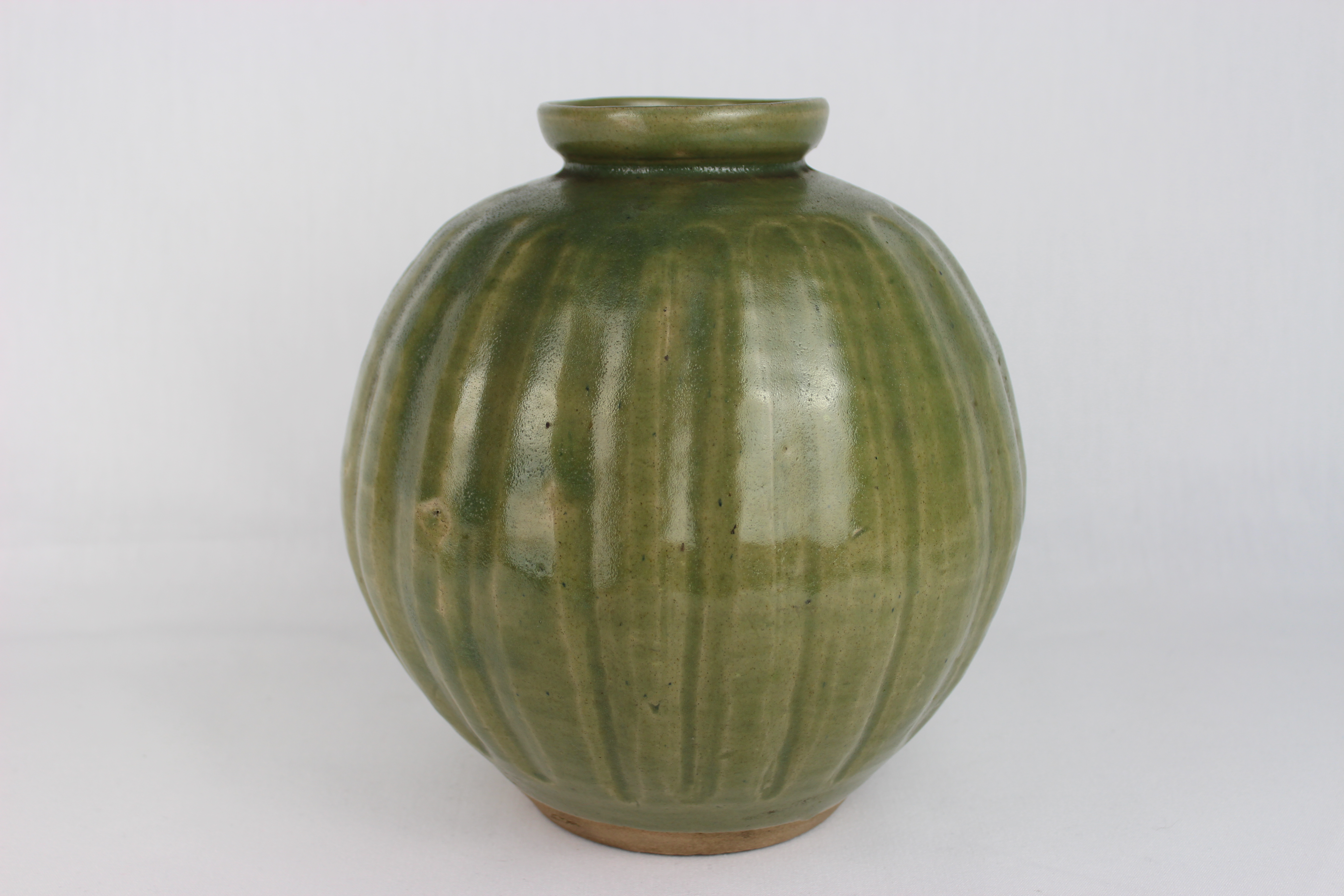
Vasija acanalada de Katharine Pleydell-Bouverie. De la Colección de Cerámica del Estudio W.A. Ismay de la Galería de Arte de York.

Pleydell-Bouverie se describió a sí misma como "una simple alfarera". Me gusta que una olla sea una olla, un recipiente con un agujero, hecho con un propósito". En una carta a Bernard Leach escrita el 29 de junio de 1930, decía: "Quiero que mis piezas hagan pensar a la gente, no en los chinos, sino en cosas como guijarros y conchas y huevos de pájaro y las piedras sobre las que crece el musgo. Me parece que las flores sobresalen de ellas más agradablemente. Y eso parece ser lo más importante." 
Pleydell-Bouverie juzgó la estética de algunos de sus contemporáneos, como Charles y Nell Vyse, como demasiado "competentemente comercial" en lugar de evocar la apariencia de "cosas como guijarros, conchas y huevos de pájaro". También criticó el distributismo, como lo ejemplifica The Guild of St Joseph and St Dominic diciendo: "Conocí a muchos de ellos el otro día. Me hicieron enfadar bastante."
Las vasijas de Pleydell-Bouverie son funcionales y tienden a tener un estilo similar a la cerámica inglesa de la Edad del Bronce. Experimentó una amplia gama de esmaltes vegetales y de ceniza de madera para su cerámica de gres.